# 陈诚 (明朝)
陳誠（1365年—1458年），字子魯，號竹山，中國江西吉水人，明朝政治人物、旅行家。洪武至永樂年間，曾出使安南、五次出使西域帖木兒帝國、漠北韃靼。

## 生平
元至正二十五年（1365年）生，明洪武十八年（1385年）師從臨江學者梁寅學習小戴《禮記》。洪武二十六年（1393年）舉人，二十七年（1394年）貢士，殿試三甲賜同進士出身。
洪武二十九年（1396年）出使西域撒里畏兀兒（今柴達木盆地西北地方）建安定衛、曲先衛、阿端衛，保衛邊疆。洪武三十年（1397年）奉詔出使安南，升翰林院檢討，從七品。
建文三年（1401年），升廣東布政司左參議。洪武（參見靖難之變）三十五年（1402年），赴廣州任所管事。
永樂四年（1406年）－永樂九年（1411年）入文淵閣修《永樂大典》。永樂十年（1412年）升吏部驗封司員外郎。

綠色為陳誠使團路線

永樂十一年（1413年）9月，明成祖詔令中官李暹護送帖木兒帝國國王沙哈魯派遣的使者回國。隨行使者包括副使李暹，典書記陳誠、楊忠等8人。使團於永樂十二年（1414年）10月，抵達帖木兒帝國國都哈烈。永樂十三年（1415年）10月使團回到京師，典書記陳誠撰寫《西域行程記》，《西域番國志》，彙呈御覽。永樂十四年（1416年）護送帖木兒帝國、撒馬兒罕、俺都淮等國朝貢使臣回國。
永樂十六年（1418年）5月升廣東布政司參議。10月護送帖木兒帝國沙哈魯、撒馬兒罕兀魯伯派遣的朝貢使臣阿爾都沙回國。永樂十八年（1420年）升廣東布政司右參政。永樂二十二年（1424年）出使帖木兒帝國。累官通政使司右通政。
洪熙元年（1425年）返回江西臨川故鄉，修建「柰園」別墅，吟詩會友。宣德八年（1433年）撰《歷官事蹟》。天順二年（1458年）卒，享年九十有三。

## 傳世著作
- 《陳竹山先生文集》四卷（內含《奉使西域復命疏》、《西域番國志》、《與安南辨明丘溫地界書》、《獅子賦》）
- 《西域行程記》

### 引文
1. ↑  漢籍電子文獻資料庫-明人傳記資料索引, 頁6264︰陳誠，字子實（實乃魯字之訛），吉水人。洪武二十七年進士，授行人，出使安南，令還所侵思明地。永樂中哈里入貢，詔誠偕中官李達等送其使臣還，遂頒賜西域諸國，誠乃遍歷哈里、賽瑪爾堪等十七國，諭以招懷之意。並圖其山川城郭，誌其風俗物產為西域記以獻。帝褒賚，擢郎中。後諸國數入貢，帝以誠勞，累擢右通政。有《陳竹山文集》。

### 書目
- 陳誠著《西域行程記》、《西域番國志》 周連寬校注 2000 中華書局 ISBN 7-101-02058-5/K
- 王繼光：《關於陳誠西使及其<西域行程記>、<西域番國志>》